# 日系人部隊記念碑
日系人部隊記念碑（にっけいじんぶたいきねんひ、英語: Go for Broke Monument）は、アメリカ合衆国カリフォルニア州ロサンゼルスに位置する、第二次世界大戦中アメリカ陸軍に従軍し、戦死した日系人を追悼した慰霊碑。
世界各国から寄せられた138件の応募の中から、ロサンゼルス在住の建築家ロジャー・M・ヤナギタによるデザインに基づき作成された。1991年より、リトル・トーキョーの全米日系人博物館に隣接した場所で建設が開始され、1999年6月5日に除幕式、2000年2月19日に完成記念式典が執り行われた。

## 概要
黒く塗られた花崗岩を半円形に象り、表面が南の空を通る太陽に向く角度に設置され、星条旗を掲げたポールを囲うデザインとなっている。ポールの下には、日系2世そのものの象徴としての、第442連隊戦闘団の肩章が描かれている。また、碑の背後の壁面には、16,126人にも及ぶ2世兵士の名前が記載されている。
碑の最上部には、「Go For Broke」という442連隊のモットーが記されており、その下には向かって左から第522野戦砲兵大隊・第100歩兵大隊・442連隊・MIS・第1399建設工兵大隊/第232戦闘工兵中隊の記章が描かれている。
主碑文としては、
| 第二次世界大戦中、ハワイ・合衆国本土・全米各地の強制収容所から、数多の若き日系人兵士達が、祖国を護るべく立ち上がり、ヨーロッパと太平洋で戦った。 疑いの目を向けられ、憲法上の権利を奪われたにもかかわらず、祖国への忠誠を証明すべく、不屈の精神と勇気を以て、彼等は怯まず戦い抜いた。 その功績は、如何なる人々も、自由とその市民権を否定される事が、今後二度とあってはならない、という理性的な思考に立ち返る為の教訓として、記憶され続ける事であろう。 |

という、第100歩兵大隊の出身で、バンク・オブ・ハワイのテレビCMに長年に亘って出演した事でも有名だった玉城ベン博元3等軍曹による言葉が刻まれている。
また、同碑には
| 諸君は敵だけではなく、偏見とも戦い、そして勝ったのだ。 - ハリー・S・トルーマン大統領 |

| 軍事史上、とある軍隊が実際に戦う前より、これほど敵に関して調べ尽くした事は、未だ嘗て無かった。 - ダグラス・マッカーサーGHQ総司令官 |

| 我が同胞たるアメリカ国民よ、我々は過去の大きな過ちを正すべく、今日ここに集い、市民の自由法に署名します。 - ロナルド・レーガン大統領 |

| 2世は、数えきれない人命を救い、戦争の終結を2年縮めた。 - チャールズ・ウィロビーGHQ参謀第2部長 |

という政府高官らの言葉も刻まれている。